# Microcentrum w-signatum
Microcentrum w-signatum är en insektsart som beskrevs av Piza Jr. 1980. Microcentrum w-signatum ingår i släktet Microcentrum och familjen vårtbitare. Inga underarter finns listade i Catalogue of Life.